# Kamen'-Lev
Kamen'-Lev (in russo Камень-Лев; in italiano "scoglio leone") è una piccola isola russa che fa parte dell'arcipelago delle isole Curili ed è situata nel mare di Ochotsk. Amministrativamente fa parte del Kuril'skij rajon dell'oblast' di Sachalin, nel Circondario federale dell'Estremo Oriente.

## Geografia
Kamen'-Lev, che da lontano ricorda la figura di un leone sdraiato (da cui il nome), ha un'area di 0,08 km² e un'altezza di 162 m. Si trova all'ingresso della baia L'vinaja Past' (залив Львиная Пасть, in italiano "bocca del leone") lungo la costa sud-occidentale di Iturup, la più grande delle isole Curili. È posizionata tra capo Klyk (мыс Клык), a ovest, e capo Kabara (мыс Кабара), a est. L'isola e le coste della baia sono in verità le pareti della caldera del vulcano L'vinaja Past' (in giapponese: 萌消湾 Moekeshi wan) che sporge dal mare.